# Kordien
Die Cordia sind eine Pflanzengattung, selten eingedeutscht Kordien genannt, in der  Unterfamilie der Cordioideae innerhalb der Familie der Raublattgewächse (Boraginaceae). Die etwa 300 Arten sind in den Tropen bis Subtropen der Neuen und Alten Welt weitverbreitet.

## Beschreibung

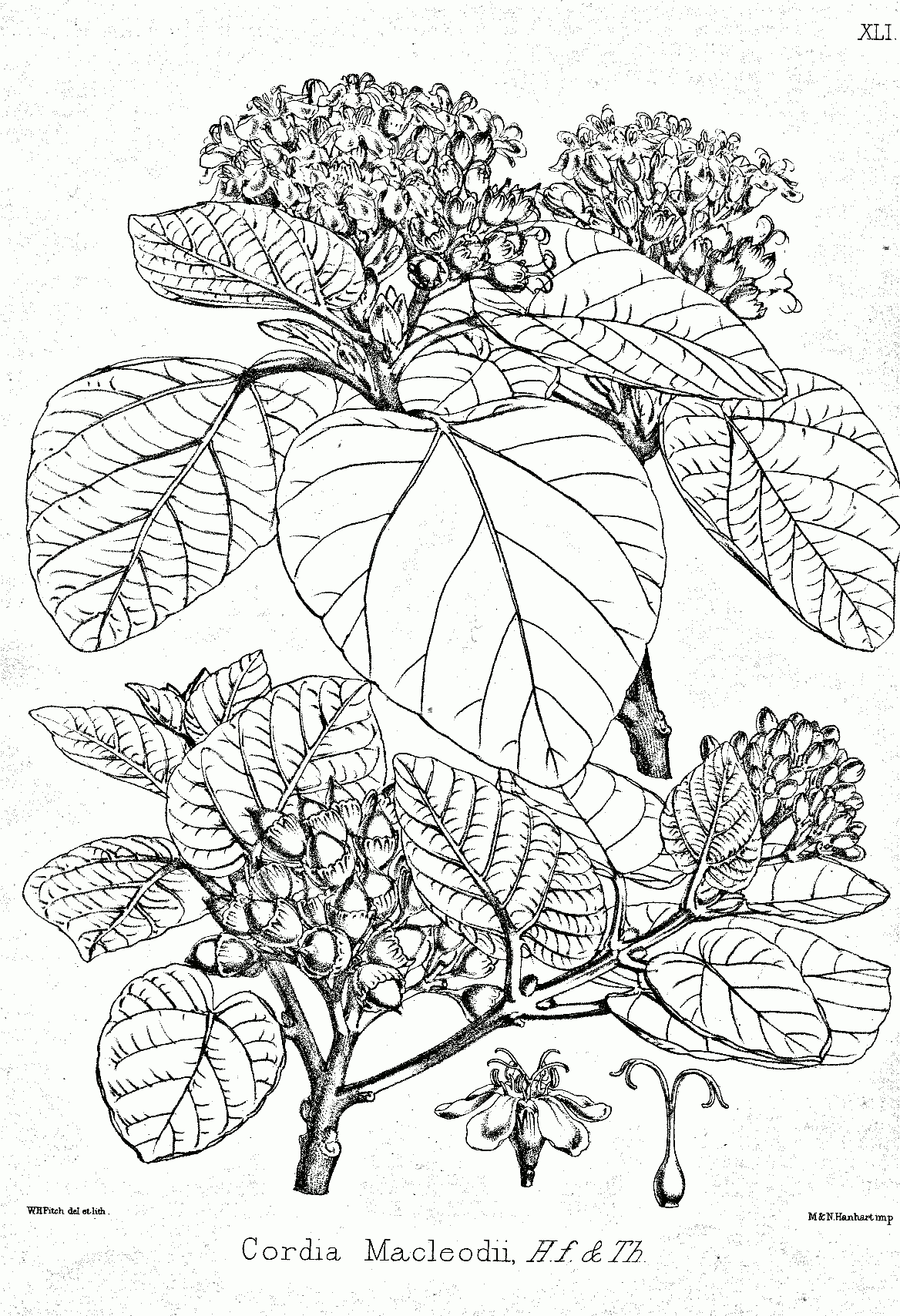
Illustration von Cordia macleodii

### Vegetative Merkmale
Die Cordia-Arten sind Halbsträucher, Sträucher oder Bäume. Die wechselständigen, selten gegenständigen Laubblätter sind in Blattstiel und Blattspreite gegliedert. Wie bei den meisten Vertretern der Familie der Raublattgewächse sind die Laubblätter bei den meisten Cordia-Arten deutlich behaart. Der Blattrand ist glatt oder gesägt, selten gelappt. Nebenblätter sind keine vorhanden.

### Generative Merkmale
Der zymöse Blütenstand ist meist schirmtraubenförmig und besitzt keine Tragblätter. Die radiärsymmetrischen, meist zwittrigen Blüten sind vier- bis achtzählig, meist aber fünfzählig. Die Kelchblätter sind röhren- bis glockenförmig verwachsen. Die Kronblätter sind glocken- bis röhrenförmig verwachsen und sind je nach Art weiß, gelb oder orangerot. Bei den Staubblättern sind die Staubfäden oft an der Basis behaart und es ist nur ein Staubblattkreis vorhanden (es sind also meist fünf Staubblätter je Blüte). Die zwei Fruchtblätter sind zu einem unbehaarten, zwei- oder vierkammerigen, oberständigen Fruchtknoten verwachsen. Viele Arten sind heterostyl.
Die kugeligen, ellipsoiden oder eiförmigen Steinfrüchte enthalten jeweils ein bis vier Samen. Bei einigen Arten ist das Perianth beständig und umschließt die Früchte.

## Ökologie
Einige Cordia-Arten dienen den Larven einiger Schmetterlingsarten wie Endoclita malabaricus als Futterpflanzen.

## Systematik und Verbreitung

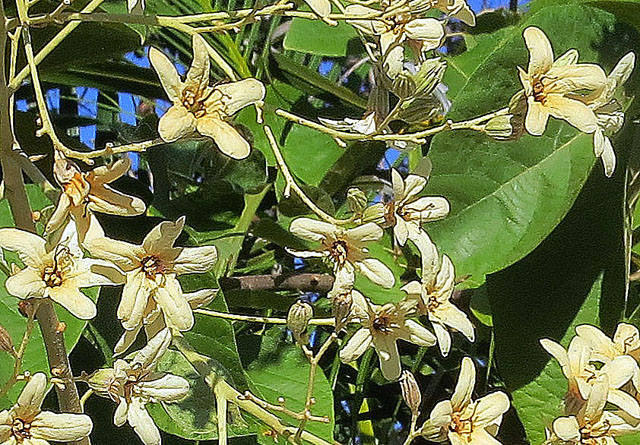
Cordia alliodora

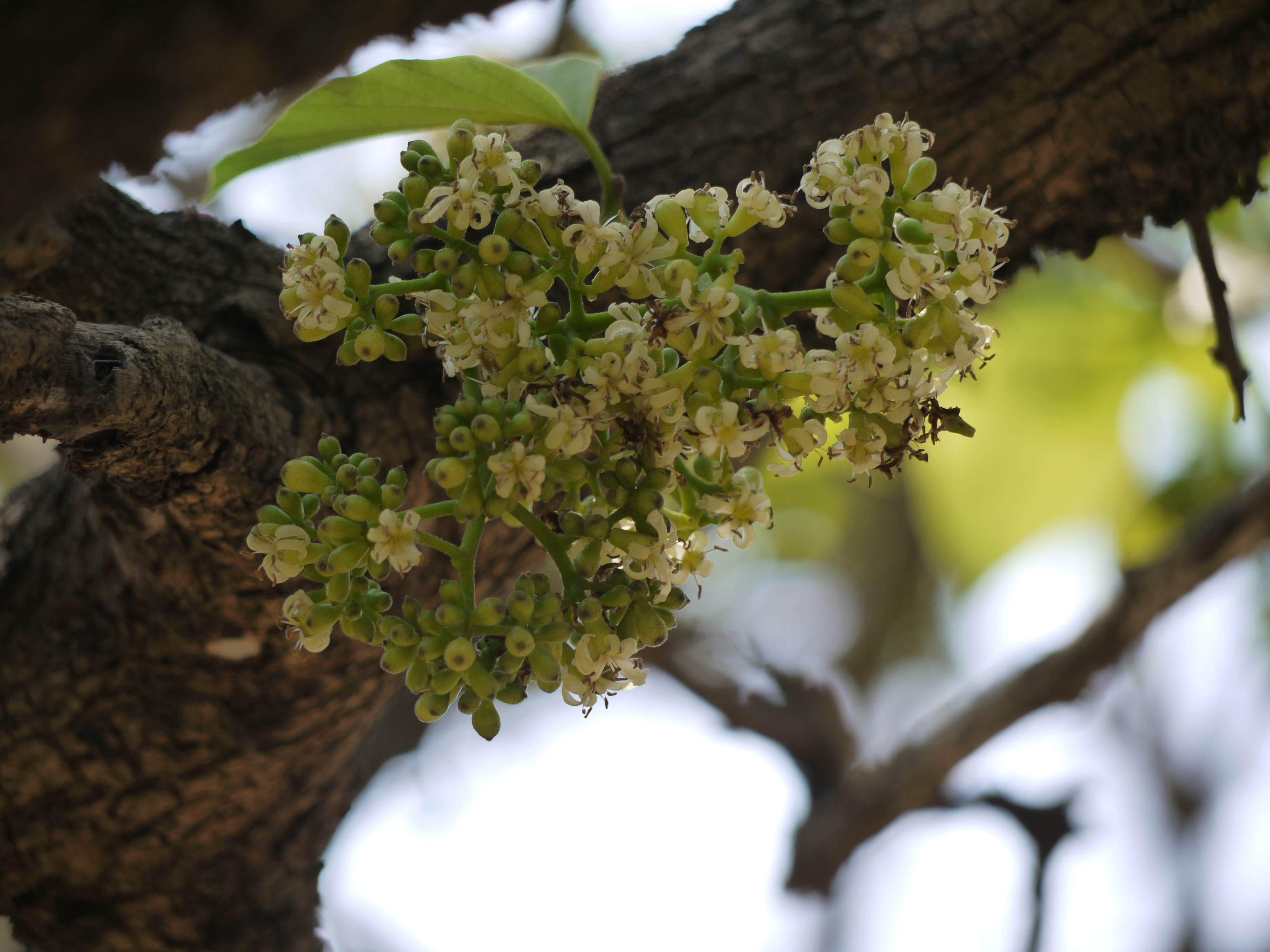
Cordia dichotoma

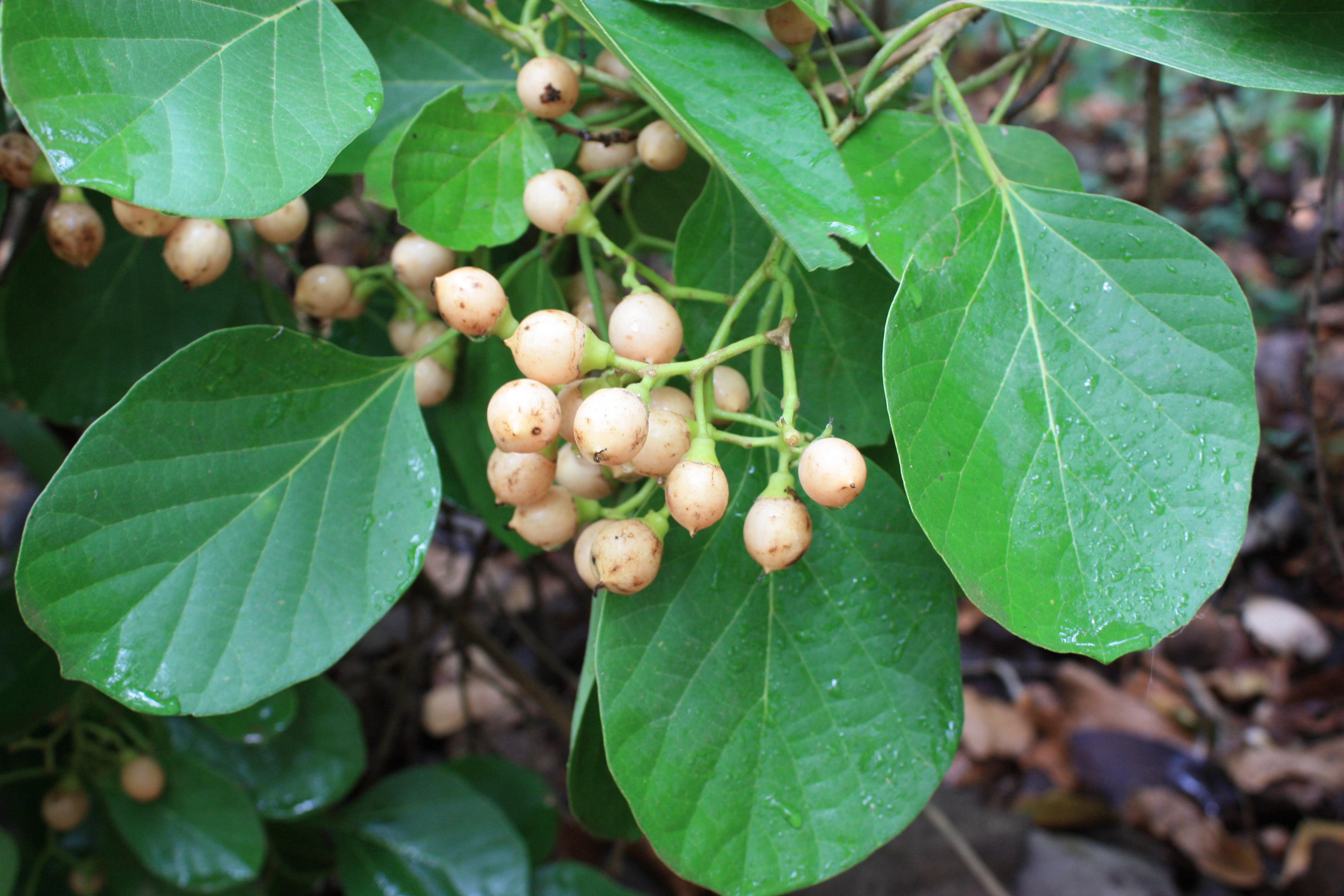
Schwarze Brustbeere (Cordia myxa)

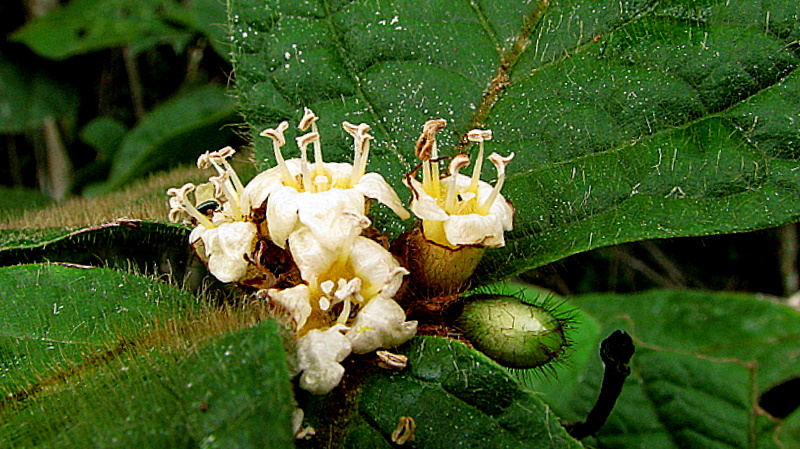
Cordia nodosa

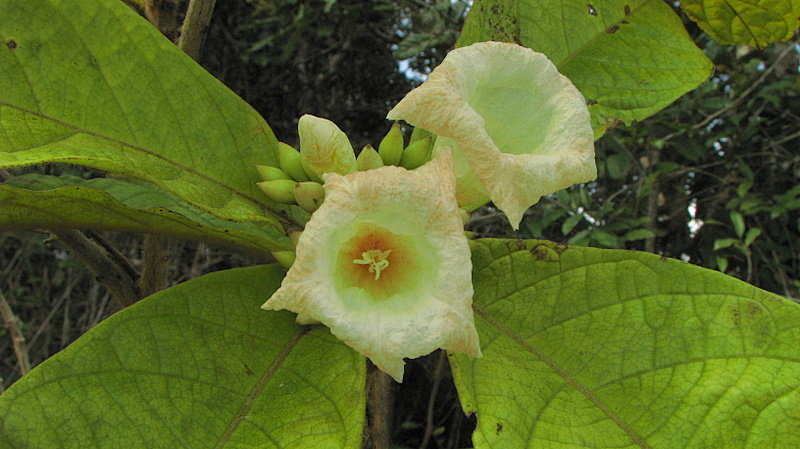
Cordia pilosa

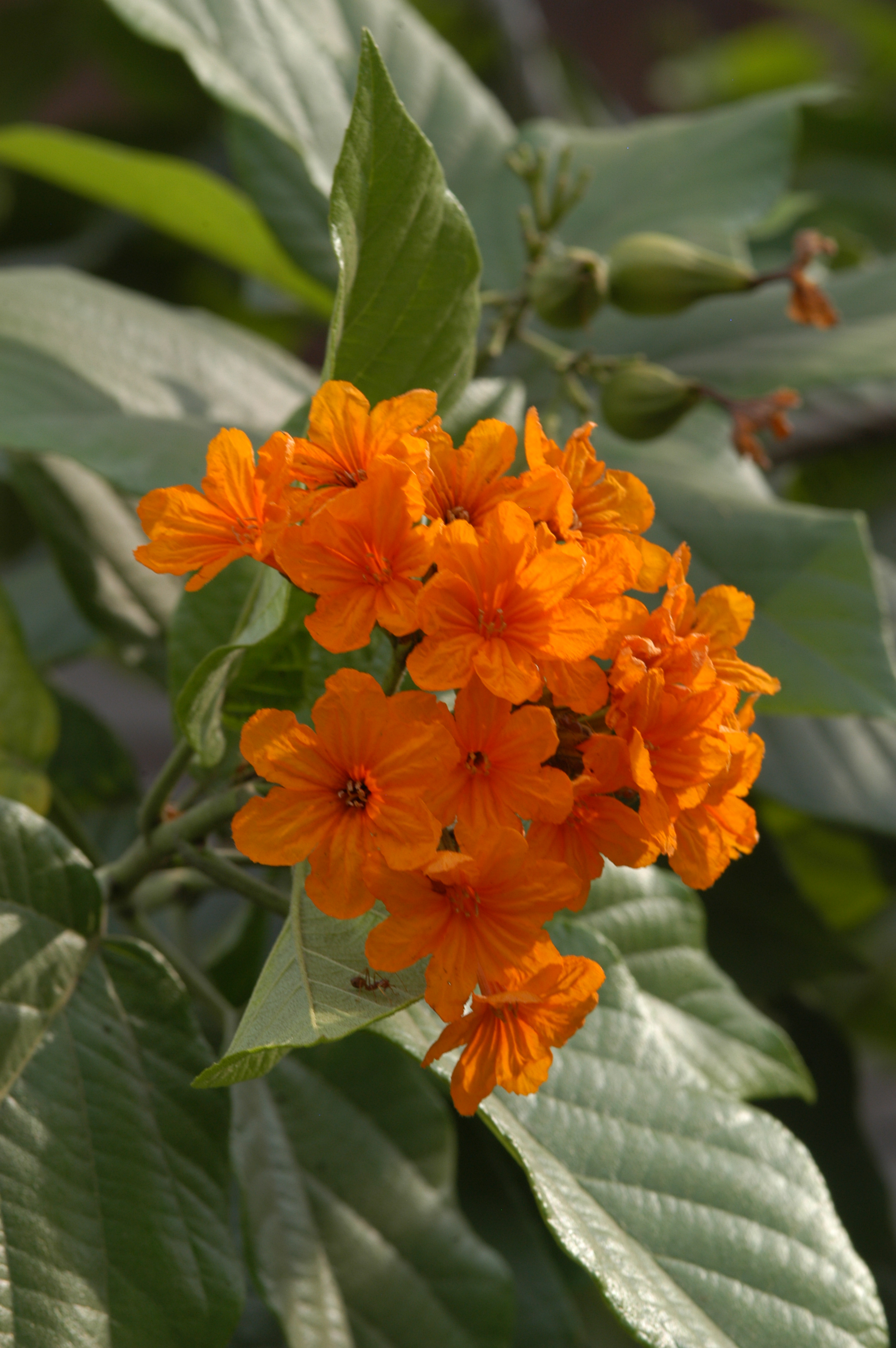
Blütenstand und Laubblätter von Cordia sebestena

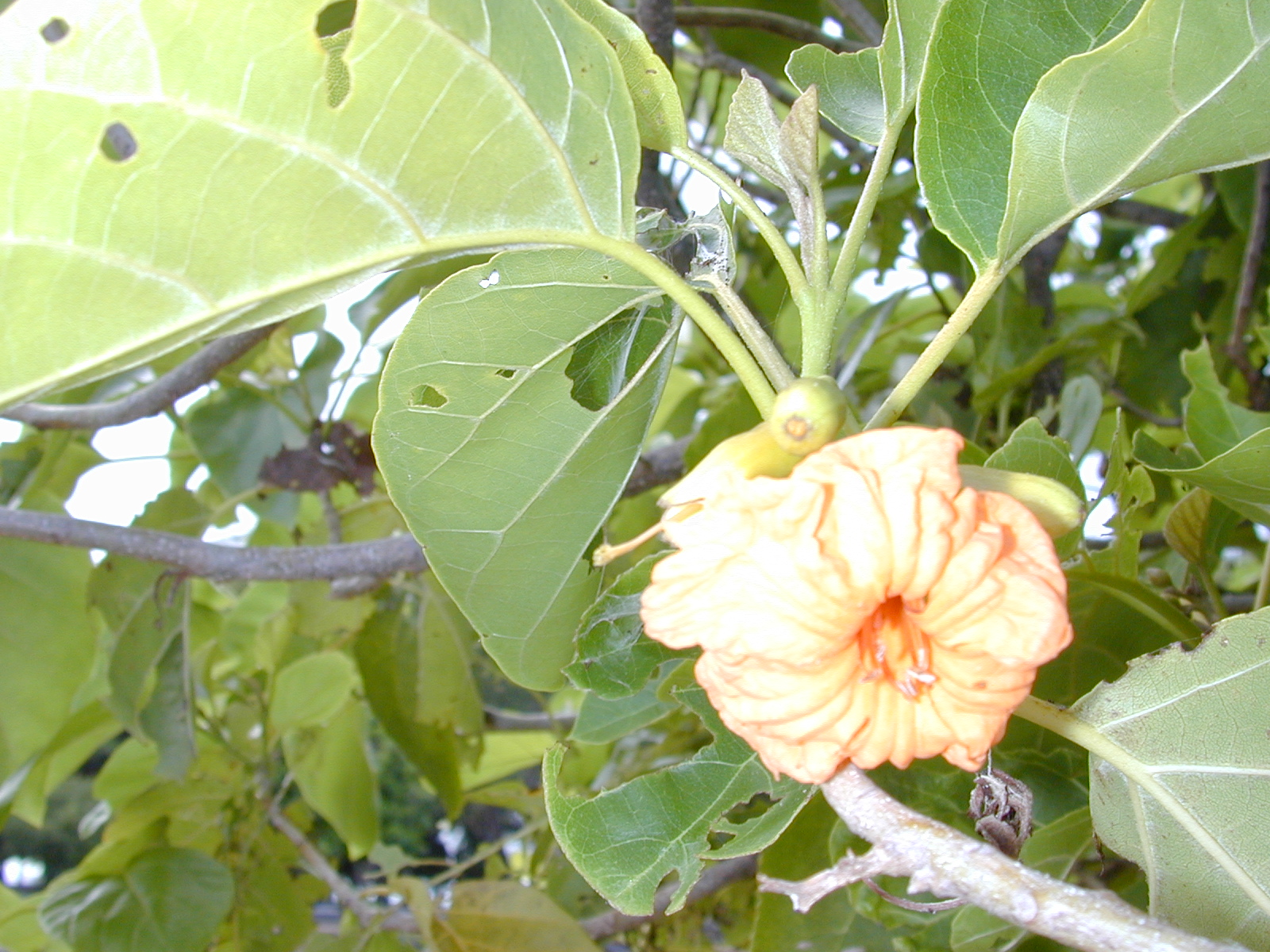
Blüten und Unterseite der Laubblätter von Cordia subcordata

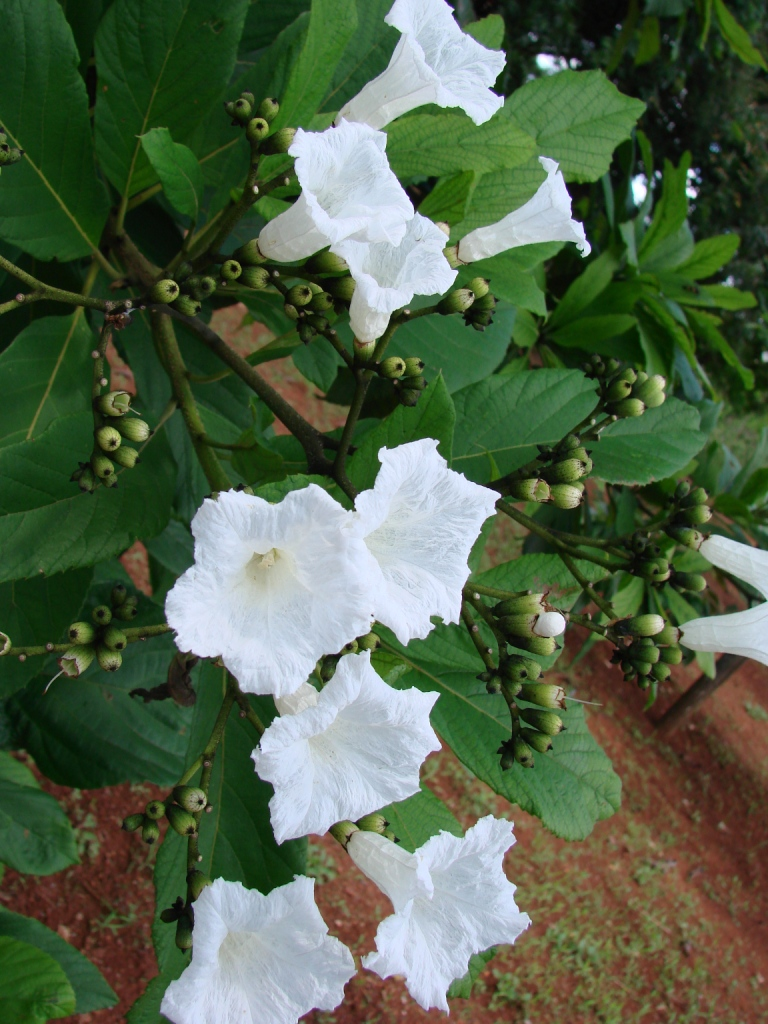
Blüten und Laubblätter von Cordia superba

Die Gattung Cordia wurde durch Carl von Linné aufgestellt. Der von Charles Plumier gegebene Gattungsname Cordia ehrt den deutschen Mediziner und Botaniker Valerius Cordus (1515–1544). Synonyme für Cordia L. nom. cons. sind: Acnadena Raf., Ascania Crantz, Auxemma Miers, Bourgia Scop., Calyptracordia Britton, Cerdana Ruiz & Pav., Cienkowskya Regel & Rach, Coilanthera Raf., Collococcus P.Browne, Cordiada Vell., Diacoria Endl., Ectemis Raf., Firensia Scop., Gerascanthus P.Browne, Gynaion A.DC., Hemigymnia Griff., Hymenesthes Miers, Lithocardium Kuntze, Macielia Vand., Macria Ten., Montjolya Friesen, Myxa (Endl.) Lindl., Novella Raf., Paradigma Miers, Patagonula L., Physoclada (DC.) Lindl., Pilicordia (A.DC.) Lindl., Piloisia Raf., Plethostephia Miers, Quarena Raf., Rhabdocalyx (A.DC.) Lindl., Saccellium Humb. & Bonpl., Salimori Adans., Sebesten Adans., Sebestena Boehm., Topiaris Raf., Toquera Raf.
Die Gattung Cordia gehört in die Unterfamilie Cordioideae innerhalb der Familie Boraginaceae. Die Familie Cordiaceae wurde im Rang einer Unterfamilie in die Familie Boraginaceae eingegliedert. Cordia wurde früher auch in die Familie Ehretiaceae gestellt.
Die Gattung Cordia besitzt ihre größte Artenvielfalt in der Neuen Welt. Einige Arten sind in Afrika und Asien heimisch. In China kommen fünf Arten aus der Gattung vor.
Zur Gattung Cordia gehören 250 bis 325 Arten (Auswahl):
- Cordia africana Lam. (Syn.: Cordia abyssinica R.Br., Cordia holstii Gürke): Sie kommt vom tropischen Afrika bis ins südliche Afrika und im Jemen vor.[3]
- Cordia alliodora (Ruiz & Pav.) Oken (Syn.: Cerdana alliodora Ruiz & Pav.): Sie ist von Mexiko über Zentralamerika sowie auf Karibischen Inseln bis Südamerika weitverbreitet. Sie ist auf Samoa, Tonga, Vanuatu und auf den Galapagosinseln ein Neophyt.[3]
- Cordia bellonis Urb.: Dieser Endemit kommt nur in Puerto Rico vor.[3]
- Cordia boissieri A.DC.: Sie kommt von Texas bis Mexiko vor.[3]
- Cordia cochinchinensis Gagnepain: Sie kommt in Thailand, Vietnam und Yaxian Xian in Hainan vor.[4]
- Cordia collococca L. (Syn.: Cordia glabra auct.): Sie ist von Mexiko über Zentralamerika sowie auf Karibischen Inseln bis ina nördliche und westliche Südamerika weitverbreitet.[3]
- Cordia curassavica (Jacq.) Roem. & Schult. (Syn.: Cordia verbenacea DC., Varronia curassavica Jacq.): Sie kommt in der Neotropis weitverbreitet. Sie ist in Indonesien, Malaysia, Singapur und auf Mauritius ein Neophyt.[3]
- Cordia cymosa (Donn.Sm.) Standl. (Syn.: Cornutia cymosa Donn.Sm.): Sie kommt in Guatemala, Nicaragua, Costa Rica, Panama, Kolumbien, Ecuador und Peru vor.[3]
- Cordia decandra Hook. & Arn.: Sie kommt in Chile vor.[3]
- Cordia dentata Poir. (Syn.: Cordia alba auct.,Varronia alba auct.): Sie ist von Mexiko über Zentralamerika sowie auf Karibischen Inseln bis Kolumbien und Venezuela verbreitet.[3]
- Cordia dichotoma G.Forst. (Syn.: Cordia blancoi Vidal, Cordia griffithii C.B.Clarke, Cordia myxa auct. non L., Cordia obliqua auct. non Willd., Cordia suaveolens Blume, Cordia subdentata Miq.): Sie kommt ursprünglich im tropischen Asien, in China, auf Taiwan, in Japan, Australien und Neukaledonien vor. Sie ist auf Hawaii ein Neophyt.[3]
- Ziricote (Cordia dodecandra A.DC., Syn.: Cordia angiocarpa A.Rich.): Sie kommt in Mexiko, Guatemala, Belize, Honduras und auf Kuba vor.[3]
- Cordia ecalyculata Vell. (Syn.: Cordia salicifolia Cham.): Sie kommt in Brasilien, Argentinien und in Paraguay vor.[3]
- Cordia elaeagnoides DC.: Sie kommt in Mexiko vor.[3]
- Cordia francisci Ten.
- Cordia furcans I.M.Johnston: Sie kommt in Indien, Myanmar, Thailand, Vietnam und in den chinesischen Provinzen Guangxi, Hainan sowie Yunnan vor.[4]
- Cordia gerascanthus L.: Sie ist von Mexiko über Zentralamerika sowie auf Karibischen Inseln bis Kolumbien und Venezuela verbreitet.[3]
- Cordia globosa (Jacq.) Kunth (Syn.: Varronia globosa Jacq.): Sie ist von Florida und Mexiko über Zentralamerika sowie auf Karibischen Inseln bis Venezuela und Ecuador verbreitet.[3]
- Cordia goeldiana Huber: Sie kommt in Französisch-Guayana und in Brasilien vor.[3]
- Cordia grandifolia DC.: Sie kommt in Brasilien vor.[3]
- Cordia kanehirai Hayata: Sie kommt in Japan und Taiwan vor.[4]
- Cordia laevigata Lam. (Syn.: Cordia nitida Vahl): Sie kommt auf Inseln in der Karibik vor.[3]
- Cordia leucosebestena Griseb.: Sie kommt nur auf Kuba vor.[3]
- Cordia linnaei Stearn (Syn.: Cordia lineata Roem. & Schult., Lantana corymbosa L., Varronia lineata L.): Sie ist von Mexiko über Zentralamerika sowie auf Karibischen Inseln bis Kolumbien verbreitet.[3]
- Cordia lutea Lam.: Sie kommt in Kolumbien, Ecuador und Peru vor.[3]
- Cordia macleodii Hook. f. & Thomson: Sie kommt in Indien vor.[3]
- Cordia macrocephala (Desv.) Kunth (Syn.: Cordia polyantha Benth., Varronia macrocephala Desv.): Sie kommt in Ecuador und in Peru vor.[3]
- Cordia millenii Baker: Sie kommt im tropischen Afrika vor.[3]
- Schwarze Brustbeere (Cordia myxa) L.: Sie kommt im Iran, Pakistan und Indien vor.[3]
- Cordia nervosa Lam.: Sie kommt in Französisch-Guayana, Guayana, Suriname und Brasilien vor.[3]
- Cordia obliqua Willd. (Syn.: Cordia tremula Griseb.): Sie kommt ursprünglich in Indien vor.[3]
- Cordia panamensis L.Riley: Sie kommt in Mexiko, Belize, El Salvador, Nicaragua, Costa Rica, Panama, Kolumbien, Ecuador, Venezuela und Trinidad vor.[3]
- Cordia parvifolia A.DC. (Syn.: Cordia greggii Torr.): Sie kommt in Mexiko vor.[3]
- Cordia polycephala (Lam.) I.M.Johnst. (Syn.: Cordia corymbosa (Desv.) G.Don, Cordia monosperma (Jacq.) Roem. & Schult., Varronia corymbosa Desv., Varronia monosperma Jacq., Varronia polycephala Lam.): Sie kommt auf Inseln in der Karibik, im nördlichen Südamerika, Kolumbien und Brasilien vor.[3]
- Cordia rickseckeri Millsp. (Syn.: Cordia brachycalyx (Urb.) Urb., Cordia sebestena var. brachycalyx Urb., Sebesten brachycalyx (Urb.) Britton): Sie kommt in Puerto Rico und auf den Jungferninseln vor.[3]
- Cordia rupicola Urb.: Dieser Endemit kommt nur in Puerto Rico vor.[3]
- Cordia schomburgkii A.DC. (Syn.:  Cordia tobaguensis Urb., Cordia tobaguensis var. broadwayi Urb.): Sie kommt im nördlichen Südamerika, auf Trinidad und Tobago und in Brasilien vor.[3]
- Cordia sebestena L.: Sie kommt in Florida, Mexiko, Belize, Honduras, Panama und auf Karibischen Inseln vor.[3]
- Cordia serratifolia Kunth: Sie kommt im südlichen Mexiko vor.[3]
- Cordia sinensis Lam. (Syn.: Cordia gharaf Ehrenb. ex Asch., Cordia rothii Roem. & Schult.): Sie kommt in Afrika, Madagaskar, Saudi-Arabien, Israel, Jordanien, im Iran, in Pakistan, Indien und Sri Lanka vor.[3]
- Cordia subcordata Lam.: Sie kommt ursprünglich im tropischen Afrika und Asien, auf Inseln im westlichen Indischen Ozean, in Indonesien, Malaysia, Hainan, auf den Philippinen und Salomonen, in Neuguinea, Australien, auf Inseln im westlichen und südlich-zentralen Pazifik vor. Sie ist auf Hawaii ein Neophyt.[3]
- Cordia sulcata DC.: Sie kommt auf Karibischen Inseln vor.[3]
- Cordia superba Cham.: Sie kommt in Brasilien vor.[3]
- Cordia taguahyensis Vell.: Sie kommt im brasilianischen Bundesstaat Bahia vor.[3]
- Cordia tetrandra Aubl.: Sie kommt im nördlichen und westlichen Südamerika und in Brasilien vor.[3]

Folgende in der Gattung Cordia beschriebene Arten werden anderen Gattungen zugeordnet:

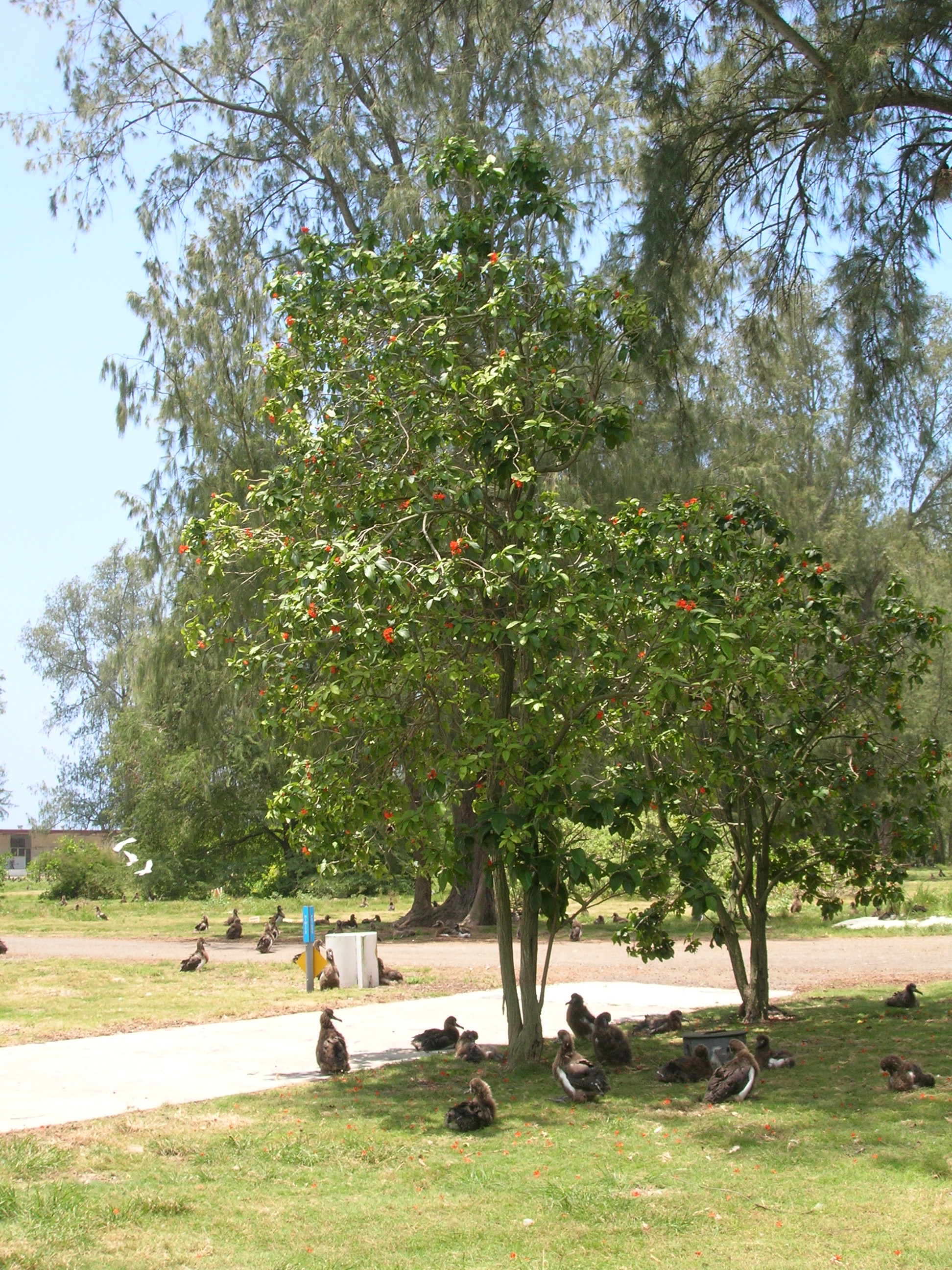
Cordia sebestena als Zierpflanze

- Cordia poeppigii DC. → Guettarda dependens (Ruiz & Pav.) Pers.
- Cordia retusa Vahl → Carmona retusa (Vahl) Masam.

## Nutzung
Viele Cordia-Arten sind wegen ihrer duftenden, dekorativen Blüten beliebte Zierpflanzen in tropischen bis subtropischen Parks, Gärten und Alleen.
Die Früchte einiger tropischer Arten sind essbar. In Indien werden Früchte dort heimischer Arten als Gemüse roh, gekocht oder eingelegt gegessen.
Holz wird von vielen andern Arten genutzt:
- Ziricote (Cordia dodecandra) aus dem mexikanischen Tiefland, liefert ein hartes, seltenes Tropenholz, das als Klangholz im Musikinstrumentenbau eingesetzt wird.
- Laurel, Pardillo (Cordia alliodora), mittelschwer, nussbaumfarben, aus Mittelamerika.
- Freijo (Cordia goeldiana), dem Laurel sehr ähnlich, aus Brasilien.
- Bocote, Canalete, Solera (Cordia gerascanthus), schweres, dekoratives Hartholz aus SW-Mexiko, Venezuela, Kolumbien.
- Geiger-Tree (Cordia sebestena) aus Florida[5]
- Louro preto (Cordia glabrata) aus Brasilien[6]
- Salimuli (Cordia subcordata) aus Indonesien
- Sandawa (Cordia fragrantissima) aus Birma
- Cordia africana
- Mukumari, Ebe (Cordia millenii)
- Cordia platythyrsa aus Afrika